# Artemas Ward
Artemas Ward,  ameriški generalmajor in kongresnik ZDA, * 26. november 1727, † 28. oktober 1800. 
Ward je bil leta 1785 predsednik predstavniškega doma Massachusettsa. Dvakrat je bil izvoljen v predstavniški dom Združenih držav Amerike, kjer je služboval od leta 1791 do 1795.
Predsednik John Adams ga je imenoval "splošno cenjenega, ljubljenega in zaupanja vrednega s strani svoje vojske in svoje države".